# ثورل ريفنسكروفت
ثورل آرثر ريفنسكروفت (بالإنجليزية: Thurl Ravenscroft)‏ (مواليد 6 فبراير 1914 - 22 مايو 2005) كان ممثلًا أمريكيًا وممثلًا صوتيًا ومغني باس معروف باسم «الصوت المزدهر».

## نُبذة
قام ثورل ببعض العمل الصوتي والغناء لديزني في الأفلام والأعمال المهمة في ديزني لاند (التي ظهرت لاحقًا في عالم والت ديزني).
بدأت مسيرته في التمثيل الصوتي في عام 1940 واستمرت حتى وفاته في عام 2005 عن عمر 91 عامًا.